# Eurhopalothrix bruchi
Eurhopalothrix bruchi är en myrart som först beskrevs av Santschi 1922.  Eurhopalothrix bruchi ingår i släktet Eurhopalothrix och familjen myror. Inga underarter finns listade i Catalogue of Life.

## Bildgalleri

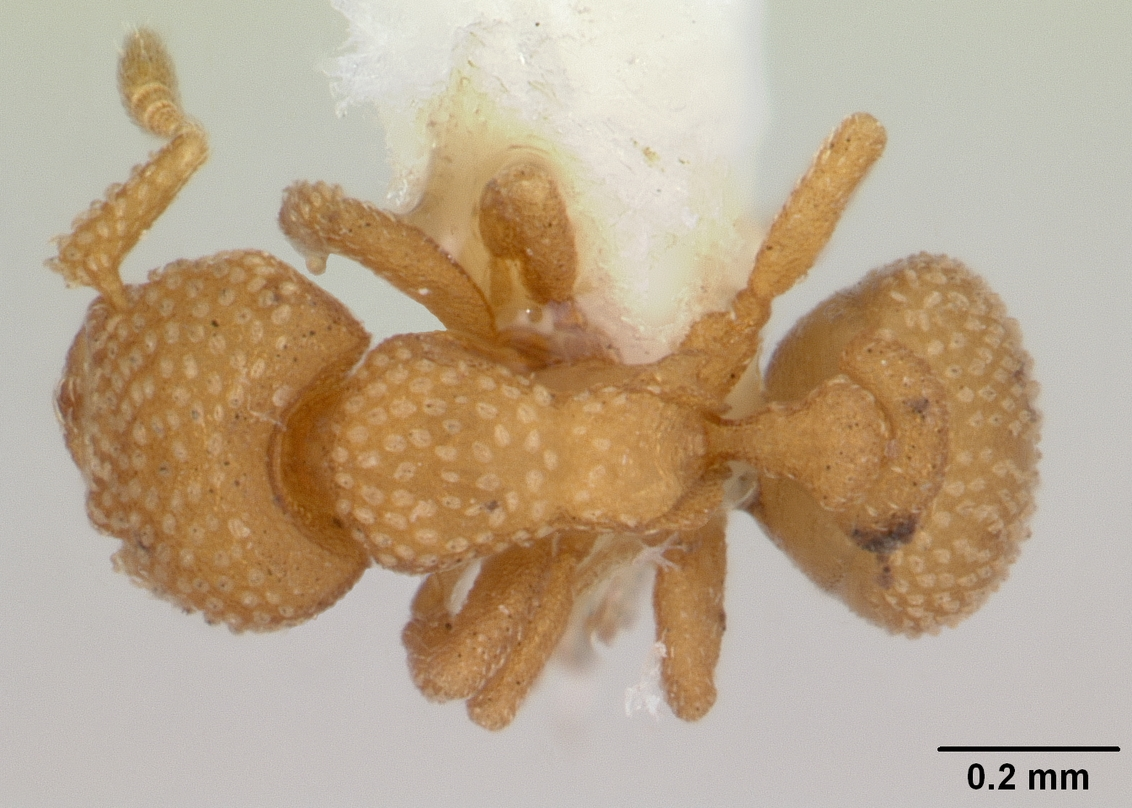
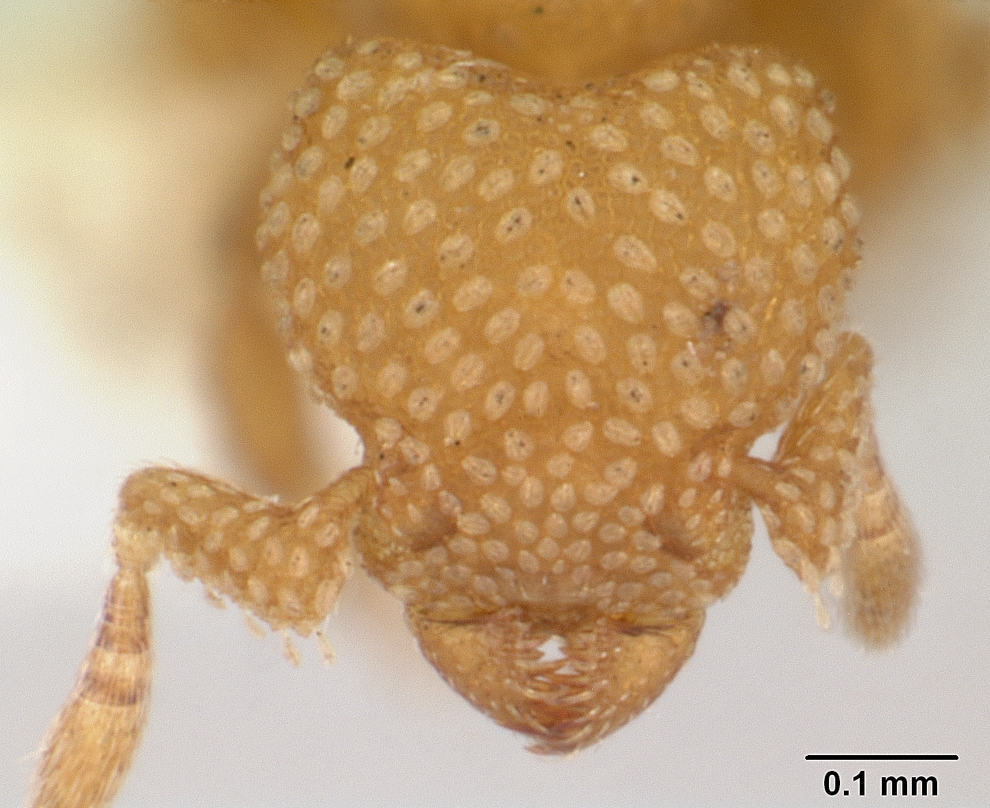
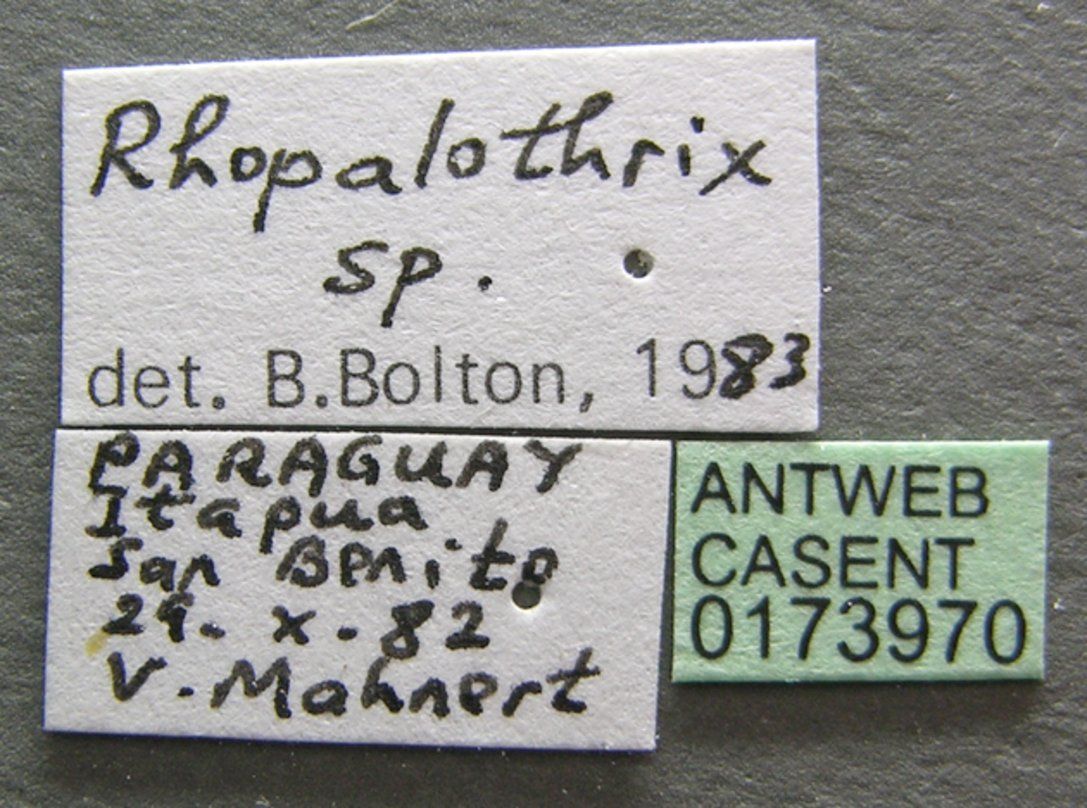
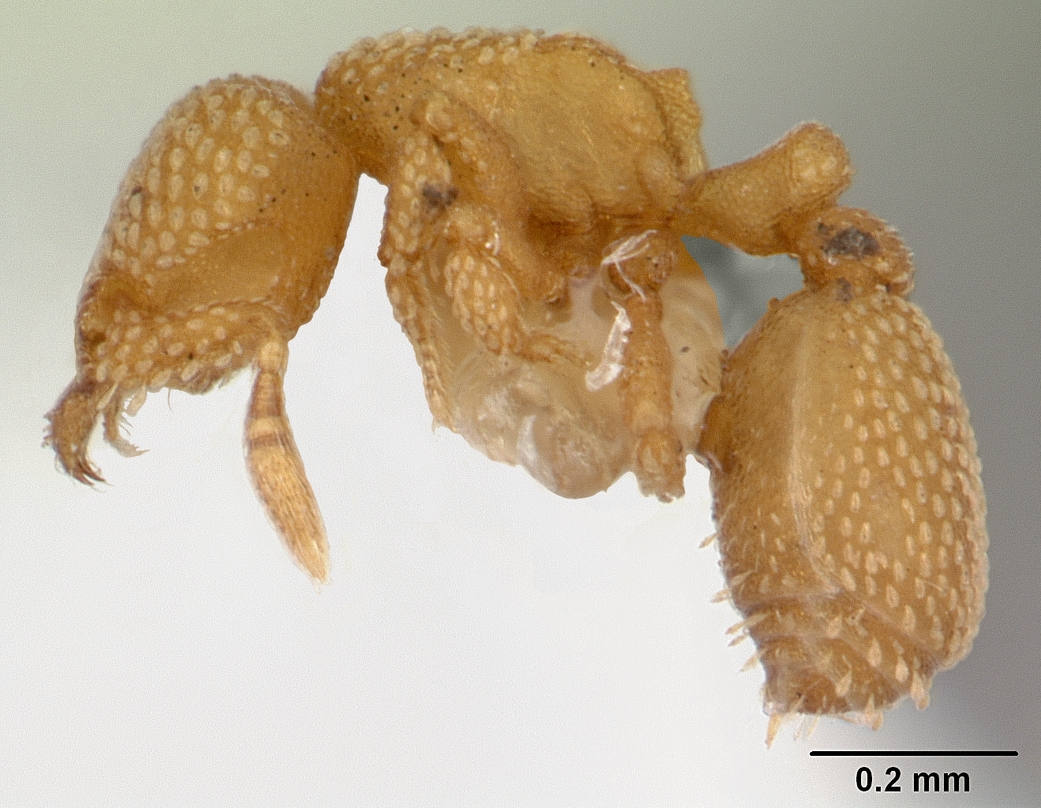